# Општина Даутбал
Општина Даутбал (грч. Δήμος Ωραιοκάστρου, Димос Ореокастру) је општина у Грчкој у Солунском округу, периферија Средишња Македонија. Административни центар је град Даутбал. По подацима из 2021. године број становника у општини је био 40.004

## Насељена места
Општина Даутбал је формирана 1. јануара 2011. године спајањем 3 некадашњих административних јединица: Даутбал, Калитеја и Мигдонија.
- Општинска јединица Даутбал: Даутбал, Егнатија, Неокастро, Свети Ђорђе.
- Општинска јединица Калитеја: Градобор, Александрос Ипсилантис, Месео, Монолофо, Нареш, Ново Село, Петрото.
- Општинска јединица Мигдонија: Ајватово,  Антуполи, Балџа, Дремиглава, Свети Димитрије

## Становништво
| 2011.  | 2021.  |
| ------ | ------ |
| 38.317 | 40,004 |